# Саякбай. Гомер 20 века
«Саякбай. Гомер 20 века» (кирг. «Саякбай») — эпическая биографическая кинокартина режиссёра Эрнеста Абдыжапарова.

## Сюжет
Фильм посвящен жизни и творчеству Саякбая Каралаева, величайшего сказителя эпоса «Манас».
1957 год. Еще никому неизвестный Чингиз Айтматов, будучи студентом литературного института в Москве, приезжает на каникулы к сказителю эпоса «Манас» Саякбаю Каралаеву.

## Премьера
Мировая премьера фильма состоялась на Международном Монреальском кинофестивале 31 августа 2017 года, на котором получил награду «Лучший инновационный фильм».
Национальная премьера прошла в кинотеатре «Манас» (Бишкек), посвященная к Дню независимости Кыргызстана, 7 сентября 2017 года.

## Съемочная группа
- Режиссер: Эрнест Абдыжапаров
- Продюсер: Саматбек Ибраев
- Исполнительный продюсер: Суюмкан Сулайманова
- Директор картины: Элназ Бактыгулов
- Оператор-постановщик: Хасан Кыдыралиев
- Композитор: Муратбек Бегалиев

## В ролях
- Умот Доолот Уулу - Саякбай в детстве
- Бактыбек Нурмат Уулу - Саякбай в зрелом возрасте
- Марат Жанталиев - Саякбай в пожилом возрасте
- Элдар Айтматов - Чингиз Айтматов
- Тынара Абдразаева - Бейшекан в пожилом возрасте
- Рахат Божокоева - Бейшекан в зрелом возрасте
- Элина Абай Кызы - Каныкей